# 甘棠镇 (黔西市)
甘棠镇，是中华人民共和国贵州省毕节市黔西市下辖的一个乡镇级行政单位。
2011年12月27日，贵州省人民政府批复同意撤销甘棠乡，设置甘棠镇，镇人民政府驻联新社区。

## 行政区划
甘棠镇下辖以下地区：
联新社区、红星村、毕架村、大寨村、同心村、芦茅村、金星村、新田村、大营村、樱桃村、大锡村、梨子冲村、三马村和仲那村。